# Fredericia Provsti
Fredericia Provsti er et provsti i Haderslev Stift.  Provstiet lå tidligere i Børkop Kommune og Fredericia Kommune, nu omfatter det Fredericia Kommune
Fredericia Provsti består af 11 sogne med 11 kirker, fordelt på 10 pastorater.

## Pastorater
| Pastorater i Fredericia Provsti | Pastorater i Fredericia Provsti | Pastorater i Fredericia Provsti |
| ------------------------------- | ------------------------------- | ------------------------------- |
| Bredstrup-Pjedsted Pastorat     | Christians Pastorat             | Erritsø Pastorat                |
| Hannerup Pastorat               | Herslev Pastorat                | Lyng Pastorat                   |
| Sankt Michaelis Pastorat        | Taulov Pastorat                 | Trinitatis Pastorat             |
| Vejlby Pastorat                 |                                 |                                 |

## Sogne
| Sogne i Fredericia Provsti | Sogne i Fredericia Provsti | Sogne i Fredericia Provsti |
| -------------------------- | -------------------------- | -------------------------- |
| Bredstrup Sogn             | Christians Sogn            | Erritsø Sogn               |
| Hannerup Sogn              | Herslev Sogn               | Lyng Sogn                  |
| Pjedsted Sogn              | Sankt Michaelis Sogn       | Taulov Sogn                |
| Trinitatis Sogn            | Vejlby Sogn                |                            |